# Escut de Montreal
L'escut d'armes de la ciutat de Montreal, fou dissenyat per Jacques Viger, primer alcalde de la ciutat, i adoptat el 1833 pels regidors de la ciutat. La seva versió actual data del 13 de setembre de 2017. Sent una modificació de la versió adoptada el 1938 amb l'addició d'un símbol al centre de la creu que representa als pobles indígenes. La primera versió es remunta a 1833. L'ús d'aquest escut per la ciutat és avui en dia excepcional.

## Heràldica
Les armes de l'escut estan disposades de la següent manera:
| « | Sobre argent, una creu de gules (amb, al centre, un cercle del mateix color que acull un pi blanc d'or); i confinat al primer quarter una flor de lis d'atzur; al segon una rosa de gules amb fulles i vèrtex adormits; al tercer un card florit en porpra; i al quart un trèvol de sinople | » |

Els ornaments exteriors són:
| « | Timbrat per un castor tombat sobre un terreny natural. L'escut és envoltat per un fullatge d'auró en sinople, i per divisa la frase "CONCORDIA SALUS" | » |

### L'escut
- L'escut utilitza un camp platejat (color de fons) per recordar el del primer escut d'armes de Montreal.[3]
- La creu, al mateix temps que delimita els quarters de l'escut, simbolitza el paper preponderant del cristianisme en la fundació de Ville-Marie, el primer assentament francès que donà origen a la ciutat de Montreal.
- El cercle vermell al centre de la creu representa el cercle de la vida i el foc del consell. Al seu interior el pi blanc representa la presència de les Primeres Nacions al territori.
- Els quatre quarters són carregats de mobles vegetals que simbolitzen l'origen ètnic dels principals grups que conformen la població de Montreal al segle xix,
  - La flor de lis dels Borbons, per l'origen francès dels primers ocupants europeus de Montreal;
  - La rosa de Lancaster, per l'origen anglès dels conqueridors de la ciutat;
  - El card, pels ciutadans d'origen escocès.
  - El trèvol, pels ciutadans d'origen irlandès.

L'escut d'armes de Montreal sol figurar en un escut adoptant la forma francesa anomenada "moderna", com l'escut d'armes de la província de Quebec, per emfatitzar la semblança dels seus orígens.

### Els ornaments
- Un castor supera l'escut per simbolitzar el caràcter industrial dels habitants de la ciutat.
- El fullatge d'auró que envolta els emblemes nacionals simbolitza les cordials relacions entre membres de diversos orígens que constitueixen la població de Montreal; l'auró del sucre (acer saccharum) és un recordatori de la pertinença del Canadà al territori de Montreal.
- Una divisa amb el lema CONCORDIA SALUS ("salvació a través de la concòrdia") subratlla el blasó per recordar que la bona comprensió entre els pobles fundadors ha fet que Montreal prosperi.

## Història

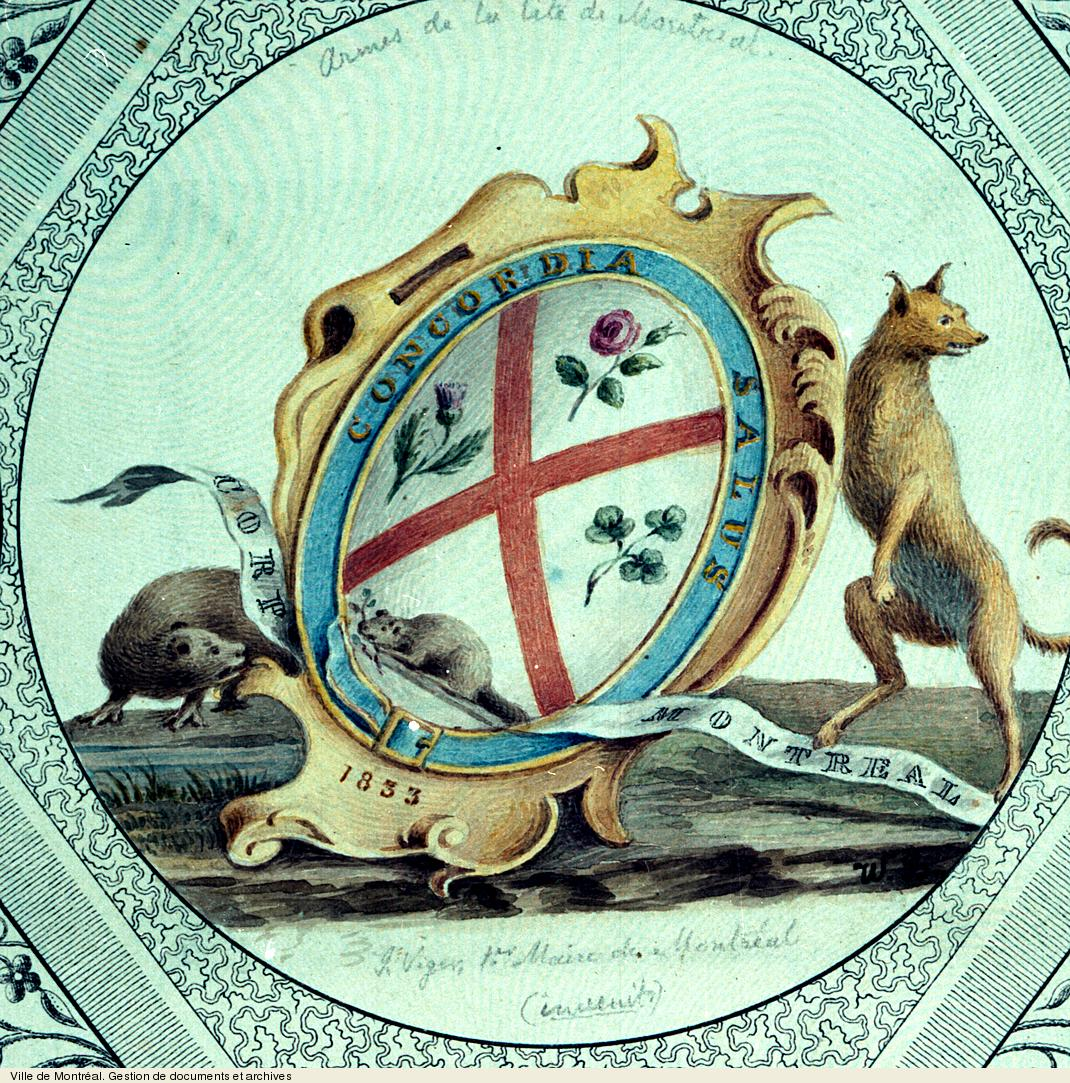
1833
1938
2017

## Ús
Durant força temps es va utilitzar l'escut com a representació oficial de la ciutat, però a partir del 1981 Georges Huel et Associés Inc. va crear un logotip que reemplaçà l'escut com a símbol identificatiu dels òrgans administratius de la ciutat de Montreal. Aquest logotip es va tronar a actualitzar el 2003 i actualment consta de la paraula "Montréal" seguida de quatre cors vermells (formats a partir d'una "V" i una "M" per "Ville de Montréal"), els quals tots junts formen una flor.
L'ús de la representació visual de l'escut és des del 1981 restringida a funcions o esdeveniments protocol·laris de l'alcalde, al segell de la ciutat, per certs jutges de la cort municipal i en certes declaracions oficials de la ciutat.